# NGC 5491A
NGC 5491A is een spiraalvormig sterrenstelsel in het sterrenbeeld Maagd. Het hemelobject werd op 12 mei 1793 ontdekt door de Duits-Britse astronoom William Herschel.

## Synoniemen
- UGC 9072
- MCG 1-36-22
- ZWG 46.63
- IRAS 14084+0636
- PGC 50630